# 中韩镇
中韩镇，原为中韩乡，是中华人民共和国河北省石家庄市高邑县下辖的一个行政建制镇。
2020年12月25日，撤乡设镇。行政区划代码改为:130127104。

## 行政区划
中韩镇下辖以下地区：
中韩村、岗头村、马村、赵村、河村、故寺村、徐家庄村、北陈庄村、西韩庄村、东韩庄村和里村。